# Gottschalk d'Eichstätt
Pour les articles homonymes, voir Gottschalk.
Gottschalk (mort le 12 novembre 882) est évêque d'Eichstätt de 880 à sa mort.

## Biographie
Gottschalk vient probablement d'une famille bavaroise noble libre. Les seuls documents établissant son épiscopat sont le pontifical de Gundekar II (où on l'appelle Gotescalc) et l'anonyme de Herrieden (de). La date du décès est le 12 novembre, mais l'année du décès n'est pas certaine.

## Source, notes et références
- Alfred Wendehorst: Das Bistum Eichstätt. Band 1: Die Bischofsreihe bis 1535 (= Germania Sacra. Neue Folge, 45). De Gruyter, Berlin 2006,  (ISBN 978-3-11-018971-1), S. 38–39 (Numérisation)

## Liens
- Notices d'autorité :   - VIAF
  - GND